# Nicklas Shipnoski
Nicklas Shipnoski (Worms, 1º gennaio 1998) è un calciatore tedesco, attaccante del Waldhof Mannheim.

## Carriera

### Club
Cresciuto nel settore giovanile del Kaiserslautern, esordisce in prima squadra il 24 ottobre 2016, disputando l'incontro di Zweite Bundesliga vinto per 3-0 contro il Bochum. Nel 2018 viene ceduto al Wehen Wiesbaden, in terza divisione, con cui ottiene anche la promozione nella serie cadetta. Nel 2020 viene ingaggiato dal Saarbrücken, in terza divisione, dove si mette in mostra con 14 reti in 33 presenze.
Nel 2021 si accasa al Fortuna Düsseldorf, in seconda divisione, ma nel gennaio 2022, dopo aver totalizzato 12 presenze e una rete, viene ceduto in prestito al Jahn Ratisbona, sempre in seconda divisione.

### Nazionale
Ha rappresentato le nazionali giovanili tedesche Under-18, Under-19 ed Under-20.

## Statistiche

### Presenze e reti nei club
Statistiche aggiornate al 15 febbraio 2025.
| Stagione                 | Squadra                  | Campionato               | Campionato | Campionato | Coppe nazionali | Coppe nazionali | Coppe nazionali | Coppe continentali | Coppe continentali | Coppe continentali | Altre coppe | Altre coppe | Altre coppe | Totale | Totale |
| Stagione                 | Squadra                  | Comp                     | Pres       | Reti       | Comp            | Pres            | Reti            | Comp               | Pres               | Reti               | Comp        | Pres        | Reti        | Pres   | Reti   |
| ------------------------ | ------------------------ | ------------------------ | ---------- | ---------- | --------------- | --------------- | --------------- | ------------------ | ------------------ | ------------------ | ----------- | ----------- | ----------- | ------ | ------ |
| 2016-2017                | Kaiserslautern II        | RL                       | 2          | 0          | -               | -               | -               | -                  | -                  | -                  | -           | -           | -           | 2      | 0      |
| 2017-2018                | Kaiserslautern II        | OL                       | 19         | 11         | -               | -               | -               | -                  | -                  | -                  | -           | -           | -           | 19     | 11     |
| Totale Kaiserslautern II | Totale Kaiserslautern II | Totale Kaiserslautern II | 21         | 11         |                 | -               | -               |                    | -                  | -                  |             | -           | -           | 21     | 11     |
| 2016-2017                | Kaiserslautern           | 2L                       | 3          | 0          | CG              | 0               | 0               | -                  | -                  | -                  | -           | -           | -           | 3      | 0      |
| 2017-2018                | Kaiserslautern           | 2L                       | 8          | 0          | CG              | 1               | 0               | -                  | -                  | -                  | -           | -           | -           | 9      | 0      |
| Totale Kaiserslautern    | Totale Kaiserslautern    | Totale Kaiserslautern    | 11         | 0          |                 | 1               | 0               |                    | -                  | -                  |             | -           | -           | 12     | 0      |
| 2018-2019                | Wehen Wiesbaden          | 3L                       | 23+2       | 6          | CG+HC           | 1+4             | 0+1             | -                  | -                  | -                  | -           | -           | -           | 30     | 7      |
| 2019-2020                | Wehen Wiesbaden          | 2L                       | 12         | 0          | CG              | 1               | 0               | -                  | -                  | -                  | -           | -           | -           | 13     | 0      |
| Totale Wehen Wiesbaden   | Totale Wehen Wiesbaden   | Totale Wehen Wiesbaden   | 35+2       | 6          |                 | 6               | 1               |                    | -                  | -                  |             | -           | -           | 43     | 7      |
| 2020-2021                | Saarbrücken              | 3L                       | 33         | 15         | SC+SC           | 2+2             | 1+0             | -                  | -                  | -                  | -           | -           | -           | 37     | 16     |
| 2021-gen. 2022           | Fortuna Düsseldorf       | 2L                       | 11         | 0          | CG              | 1               | 1               | -                  | -                  | -                  | -           | -           | -           | 12     | 1      |
| gen.-giu. 2022           | Jahn Ratisbona           | 2L                       | 12         | 1          | CG              | -               | -               | -                  | -                  | -                  | -           | -           | -           | 12     | 1      |
| 2022-2023                | Jahn Ratisbona           | 2L                       | 22         | 1          | CG              | 1               | 0               | -                  | -                  | -                  | -           | -           | -           | 23     | 1      |
| Totale Jahn Ratisbona    | Totale Jahn Ratisbona    | Totale Jahn Ratisbona    | 34         | 2          |                 | 1               | 0               |                    | -                  | -                  |             | -           | -           | 35     | 2      |
| 2023-2024                | Arminia Bielefeld        | 3L                       | 32         | 4          | CG+WC           | 2+4             | 2+1             | -                  | -                  | -                  | -           | -           | -           | 38     | 7      |
| 2024-2025                | Waldhof Mannheim         | 3L                       | 23         | 2          | BC              | 3               | 2               | -                  | -                  | -                  | -           | -           | -           | 26     | 4      |
| Totale carriera          | Totale carriera          | Totale carriera          | 202        | 40         |                 | 22              | 8               |                    | -                  | -                  |             | -           | -           | 224    | 48     |